# عيون الأنباء في طبقات الأطباء
عيون الأنباء في طبقات الأطباء وهو موسوعة جمع فيها مؤلفها ابن أبي أصيبعة العلماء الذين عملوا بالطب من عهد الإغريق والرومان والهنود إلى عام 650 للهجرة.
يقول عنه كاتبه في مقدمة الكتاب:
كتاب عيون الأنباء في طبقات الأطباء مقسم إلى خمسة عشرة باباً، يتكلم في الباب الأول منه عن صناعة الطب، من ثم يذكر في الأبواب المتبقية عن طبقات الأطباء على اختلاف زمانهم ومكانهم.
صدر الكتاب في أوربا، بتحقيق من آوغست مولر.

## ذيل عيون الأنباء في طبقات الأطباء لأحمد عيسى بك
معجم الأطباء أو ذيل عيون الأنباء في طبقات الأطباء لابن أبي أصيبعة من إعداد وتأليف العلامة المسلم الدكتور أحمد عيسى بك.

## قائمة الأطباء المذكورين بالكتاب
من الأطباء الذين ذكروا في كتاب عيون الأنباء:
| الترتيب | الأطباء                       |
| ------- | ----------------------------- |
| 1       | أسقليبيوس                     |
| 2       | أيلق                          |
| 3       | غورس                          |
| 4       | مينس                          |
| 5       | برمانيدس                      |
| 6       | أفلاطن الطبيب                 |
| 7       | أسقليبيوس الثاني              |
| 8       | أبقراط                        |
| 9       | بندقليس                       |
| 10      | فيثاغورس                      |
| 11      | سقراط                         |
| 12      | أفلاطون                       |
| 13      | أرسطوطاليس                    |
| 14      | ثاوفرسطس                      |
| 15      | جالينوس                       |
| 16      | النضر بن الحرث بن كلدة الثقفي |
| 17      | ابن أبي رمثة التميمي          |
| 18      | عبد الملك بن أبجر الكناني     |
| 19      | ابن أثال                      |
| 20      | أبو الحكم                     |
| 21      | عيسى بن حكم الدمشقي           |
| 22      | حكم الدمشقي                   |
| 23      | تياذوق                        |
| 24      | زينب طبيبة بني أود            |
| 25      | جورجيوس بن جبرائيل            |
| 26      | بختيشوع بن جورجس              |
| 27      | جبرائيل بن بختيشوع بن جورجس   |
| 28      | بختيشوع بن جبرائيل بن بختيشوع |
| 29      | جبرائيل بن عبيد الله          |
| 30      | خصيب                          |
| 31      | اللجلاج                       |
| 32      | عبد الله الطيفوري             |
| 33      | زكريا بن الطيفوري             |
| 34      | إسرائيل بن زكريا الطيفوري     |
| 35      | يزيد بن زيد                   |
| 36      | عبدوس بن زيد                  |
| 414     | ذكر الكتاب 414 شخص تقريباً     |

## وصلات خارجية
- نسخة إلكترونية من الكتاب